# Ichthyobelus regularis
Ichthyobelus regularis är en insektsart som beskrevs av Young 1968. Ichthyobelus regularis ingår i släktet Ichthyobelus och familjen dvärgstritar. Inga underarter finns listade i Catalogue of Life.